# Konstanty Rokicki
Konstanty Rokicki (sinh ngày 16 tháng 6 năm 1899 tại Warsaw – mất ngày 18 tháng 7 năm 1958 tại Lucerne) là một viên chức lãnh sự Ba Lan, phó lãnh sự của Cộng hòa Ba Lan tại Riga và Bern, và là một người tham gia giải cứu trong cuộc diệt chủng Holocaust. Từ năm 1941 đến 1943, ông là thành viên của Nhóm Bernese còn được gọi là Nhóm Ładoś. Rokicki đã nhờ vào vị trí phó lãnh sự ngoại giao của mình để sản xuất hộ chiếu Mỹ Latinh giả và đã vận chuyển trái phép những hộ chiếu này sang khu vực Ba Lan và Hà Lan do Đức chiếm đóng, nơi họ cứu mạng những người Do Thái. Vì những nỗ lực của mình, Rokicki đã được Israel vinh danh là Người dân ngoại công chính vào năm 2019.

## Tuổi thơ và buổi đầu sự nghiệp
Rokicki được sinh ra bởi Józef và Konstancja née Pawełkiewicz. Là một trung úy kỵ binh, ông đã nhận được hai giải thưởng cho lòng dũng cảm, có thể là trong cuộc chiến giành độc lập của Ba Lan, hoặc cuộc chiến tranh Ba Lan-Liên Xô (1919–1920). Năm 1934, ông là sĩ quan dự bị cho Trung đoàn súng trường số 1. Vào ngày 17 tháng 8 năm 1936, Rokicki kết hôn với Maria, née Goldman (Goldmanis). Cặp vợ chồng này có một cô con gái, tên là Wanda Rokicka (1938 - 2008), người mà sau đó đã trở thành nhân viên của Liên Hợp Quốc tại Geneva.
Năm 1931, ông tham gia vào công tác lãnh sự của Bộ Ngoại giao. Trong khoảng thời gian từ năm 1932 đến năm 1933, ông là nhân viên hợp đồng của Lãnh sự quán Ba Lan tại Minsk, lúc đó là thủ đô của Cộng hòa Xã hội chủ nghĩa Xô viết Byelorussia. Vào năm 1934–1936, ông giữ chức phó lãnh sự ở thành phố Riga, và vào những năm 1936–1938, ông là một nhân viên hợp đồng của Công sứ quán Ba Lan tại Cairo. Từ năm 1939 đến năm 1945, ông là phó lãnh sự của Cộng hòa Ba Lan tại Bern. 

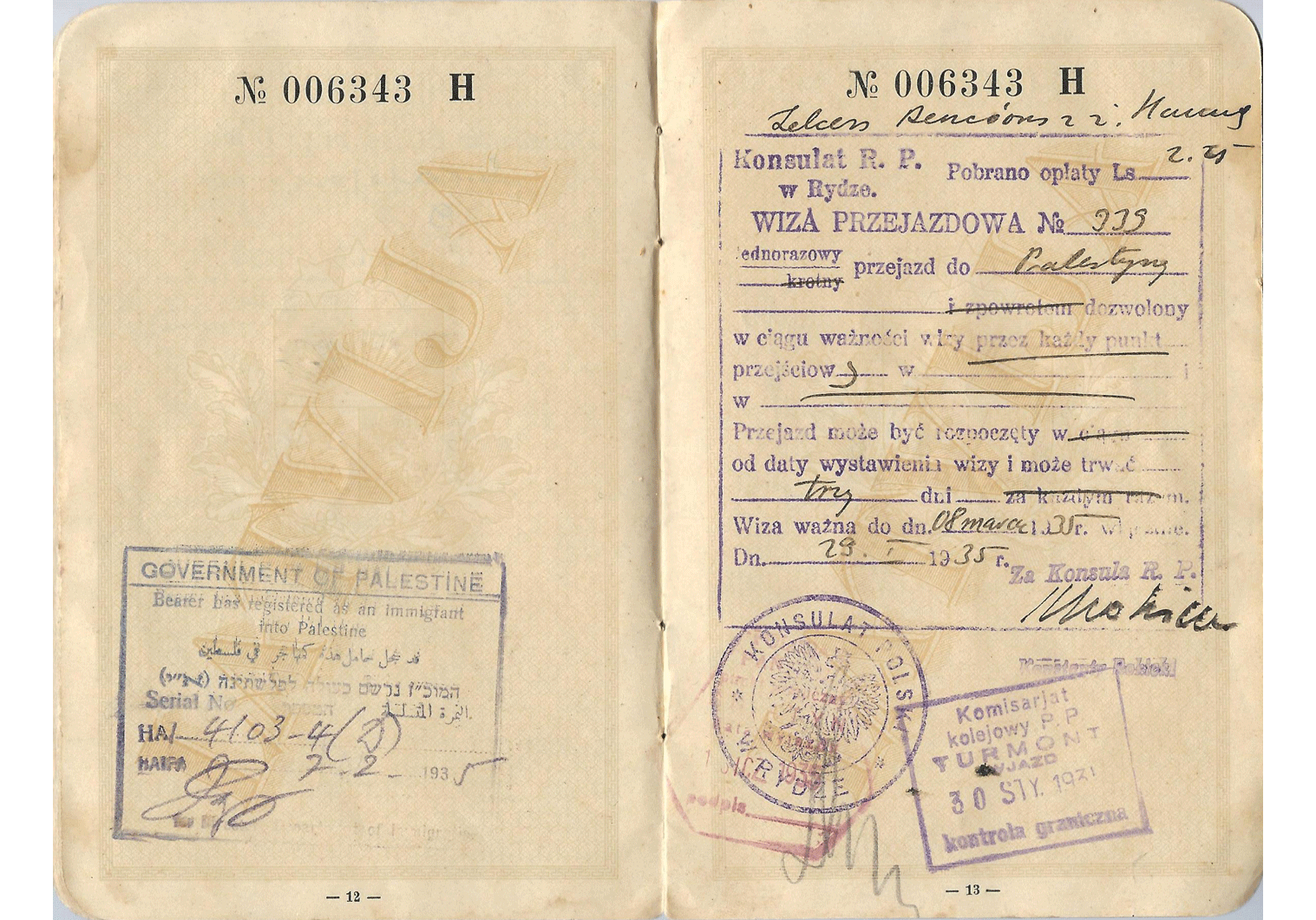
Mẫu thị thực được cấp bởi lãnh sự Konstanty Rokicki tại Riga vào năm 1935 và được sử dụng để quá cảnh tới Palestine của Anh.

## Hoạt động giải cứu Holocaust và "vụ việc hộ chiếu"
Người ta ước tính rằng giữa năm 1941 và 1943, Rokicki và cấp dưới của ông, nhà ngoại giao người Do Thái Juliusz Kühl đã sản xuất vài ngàn hộ chiếu Paraguay bất hợp pháp, cái mà được dùng để phục vụ như tài liệu bảo vệ cho những người Do Thái bị mắc kẹt trong các trại tập trung của Đức Quốc xã ở khu vực Ba Lan bị Đức chiếm đóng và những người bị đe dọa trục xuất từ khu vực Hà Lan bị Đức chiếm đóng.
Rokicki và Kühl đã đích thân mua chuộc viên lãnh sự danh dự người Paraguay, công chứng viên Bernese Rudolf Hügli để có được những hộ chiếu để trống mà Rokicki có thể điền tên của những người Do Thái Ba Lan vào. Danh sách những người thụ hưởng và ảnh của họ đã được nhập lậu giữa Bern và khu vực Ba Lan bị chiếm đóng nhờ mạng lưới các tổ chức Do Thái, đặc biệt là Agudat Yisrael và RELICO, đứng đầu là Chaim Eiss và Abraham Silberschein. Hộ chiếu của Paraguay – không giống như hộ chiếu của các quốc gia Mỹ Latinh khác – có giá trị đặc biệt, bởi vì quốc gia này – dưới áp lực của Ba Lan và Tòa thánh – tạm thời công nhận (1944) hiệu lực của chúng.

## Cuộc sống sau này và di sản
Lãnh sự Rokicki rời công tác ngoại giao vào năm 1945, sau khi thành lập Chính phủ lâm thời thân Liên Xô và định cư lâu dài tại Thụy Sĩ. Ông qua đời tại Lucerne vào ngày 18 tháng 7 năm 1958, sau nhiều năm bị bệnh. Tên của Rokicki không bao giờ được các nhà sử học nhắc đến, mặc dù thực tế là Agudat Yisrael đã đề cập đến ông trong lá thư cảm ơn tới chính phủ Ba Lan cùng với Aleksander adoś, Juliusz Kühl và Stefan Ryniewicz. Trong lá thư đó, tổ chức này tuyên bố rằng, nếu không có hoạt động của họ, sẽ không thể cứu được "hàng trăm mạng người".
Chỉ trong tháng 8 năm 2017, nhà báo người Canada Mark MacKinnon , nhà báo Ba Lan Zbigniew Parafianowicz và Michał Potocki đã viết về vai trò của Rokicki trong chiến dịch giải cứu.
Một trong những tài liệu và bài báo của MacKinnon đề cập rằng những tấm hộ chiếu cũng được điền bởi Kühl và Ryniewicz. Điều này là không thể, do sự thiếu kinh nghiệm lãnh sự của Kühl và địa vị cao của Ryniewicz, người lúc đó là phó giám đốc của tổ chức. Hơn nữa, bản thân Kühl, người có địa vị ngoại giao không được người Thụy Sĩ công nhận, cũng đã chỉ ra trong cuộc thẩm vấn của mình rằng việc làm sai lệch các tài liệu được chính Rokicki thực hiện.
Hầu hết các hộ chiếu Paraguay được tìm thấy trong kho lưu trữ tư nhân của những người sống sót sau thảm họa Holocaust đều có cùng một kiểu chữ viết tay.

## Tranh cãi Yad Vashem
Vào tháng 4 năm 2019, tổ chức Người dân ngoại công chính Yad Vashem đã trao danh hiệu này cho Konstanty Rokicki và trao "sự đánh giá cao" dành cho Aleksander Ładoś và Stefan Ryniewicz với lý do cho rằng Rokicki là người đứng đầu Nhóm Bernese. Tài liệu gọi nhầm là Ładoś và Ryniewicz là "những viên lãnh sự" . Quyết định này đã gây ra sự phẫn nộ và thất vọng trong các thành viên gia đình của hai nhà ngoại giao Ba Lan quá cố này, và trong số những người sống sót . Ba mươi trong số họ đã ký một bức thư ngỏ tới Yad Vashem . Anh em họ của Rokicki từ chối nhận huy chương cho đến khi hai nhà ngoại giao Ba Lan kia, cấp trên của Rokicki cũng được công nhận là Người dân ngoại công chính. Đại sứ Ba Lan tại Thụy Sĩ Jakub Kumoch, người góp phần phát hiện ra Rokicki cũng bác bỏ cách giải thích của Yad Vashem, và nói rằng Rokicki làm việc dưới quyền của Ładoś và Ryniewicz .

## Văn chương
- Mark Mackinnon: Ông cũng được biết đến như là Schindler ': Tài liệu tiết lộ công dân Canada Julius Kuhl là anh hùng trong cuộc thảm sát Holocaust, theo báo The Globe and Mail
- Zbigniew Parafianowicz, Michał Potocki: Người dân ngoại công chính bị lãng quên. Aleksander adoś đã cứu sống hàng trăm người Do Thái như thế nào
- Rachel Grünberger-Elbaz, Những tiết lộ cảm động của Eiss-Archiv: Về một chiến dịch giải cứu người Do Thái Thụy Sĩ chưa từng được biết đến trước đây trong Thế chiến II.
- "President honours Polish consul for saving Jews during WWII". President of the Republic of Poland. president.pl. Truy cập ngày 9 tháng 10 năm 2018. – "Tổng thống vinh danh lãnh sự Ba Lan vì đã cứu người Do Thái trong Thế chiến II"